# Palmhjärta

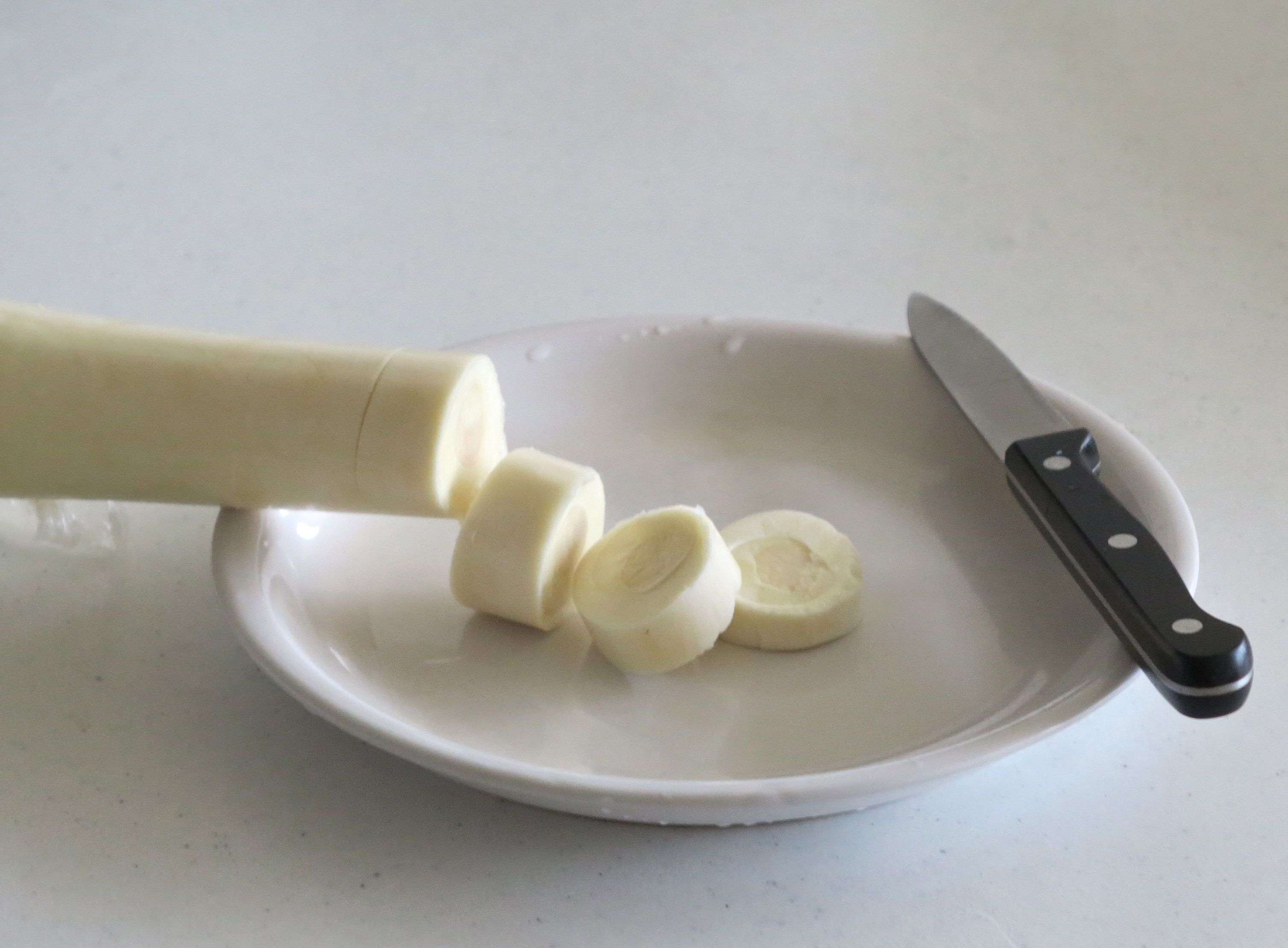
Ett färskt palmhjärta skärs upp.

Palmhjärta (också palmitos, palmkål, palmmärg) är det ätbara vita innanmätet i vissa palmers stammar. För att komma åt palmhjärtat måste palmen huggas ned och barken skalas bort, något som närmast utrotat vissa palmarter i de tidigare stora producentländerna Brasilien, Paraguay, Bolivia och Argentina. Ecuador är idag världens största producent av palmhjärtan, och dessa är i huvudsak från odlade palmer.
Palmkål görs av blad- och blomknoppar och outvecklade blad av vissa palmarter som antingen kan hackas och serveras råa eller kokas. Till de arter som använts märks sockerpalm (Arenga pinnata), Chamaerops ritchiana, kokospalm (Cocos nucifera), assaipalm (Euterpe oleracea), oljepalm (Elaeis guineensis), Roystonea oleracea med flera arter.
Palmhjärtan som mat har gjort sig mer eller mindre känt i och med Expedition Robinson på TV där det tillhör deltagarnas dagliga föda.

### Webbkällor
- Fruktogront.se
- Kockendaniel.se